# Лавришевский монастырь
Елисе́евский Ла́вришевский монасты́рь (бел. Елісееўскі Ла́ўрышаўскі манастыр) — монастырь в Новогрудской епархии Белорусской православной церкви, самый ранний по времени основания из действующих мужских монастырей в Беларуси. Расположен близ д. Гнесичи (Щорсовский сельсовет Новогрудского района Гродненской области), справа от р. Нёман. Был одним из важнейших духовных центров на белорусских землях со времени основания Великого Княжества Литовского. Первый из белорусских монастырей, который, по историко-документальным сведениям, называли лаврой (XVI век).
Часть маршрута EuroVelo.

## Основные сведения
По Галицко-Волынской летописи, старший сын первого великого князя ВКЛ Миндовга — Войшелк — принял постриг и по прошествии трёх лет «основал себе монастырь на реке на Нёмане между Литвой и Новым городком, и тут жил». Было это около 1260 года, наиболее вероятно — в 1257 или 1258. В дальнейшем, после гибели Миндовга, Войшелк был вынужден выйти из монастыря, чтобы прекратить смуту в государстве; он возглавил ВКЛ в 1264—1267 гг., но продолжал носить иноческое одеяние поверх княжеского. После восстановления порядка Войшелк передал правление великому князю Шварну Даниловичу (мужу своей сестры), а сам удалился в Угровский монастырь в Волынской земле.
От предполагаемого иноческого имени Войшелка — Лаврентий (Лавриш) — возможно, местность и получила название Лавришево.

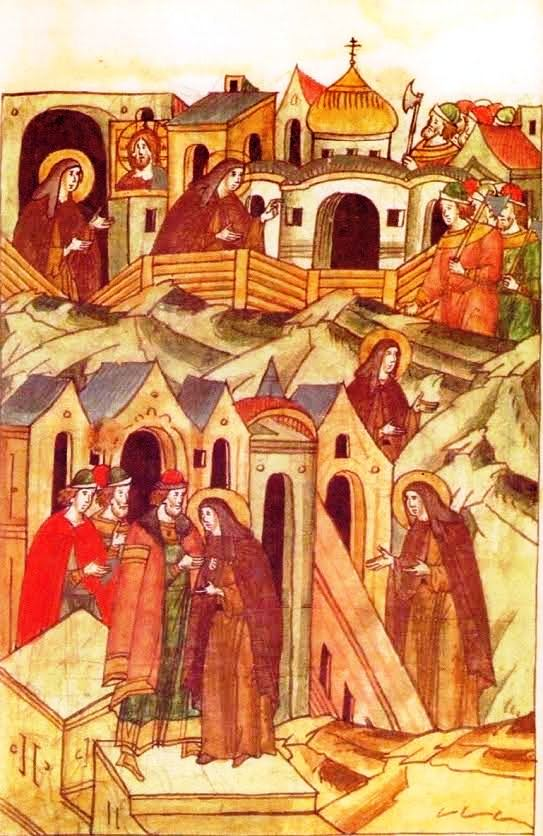
Войшелк основывает монастырь Миниатюра из Остермановского І-го тома Лицевого летописного свода, XVI в. Библиотека Российской академии наук, г. Санкт-Петербург.

Первым настоятелем монастыря был Елисей, согласно житию, он, возможно, являлся сыном Тройденя, великого князя ВКЛ в 1270—1281. (Иногда Елисея называют сыном великого князя Тройната, эта неточность возникла, видимо, из-за схожести имён.) По некоторым сведениям, духовным отцом Елисея был Лаврентий Туровский. В ночь на 23 октября (5 ноября, год неизвестен) Елисей был убит послушником, который совершил это, находясь в состоянии помрачения. Послушник излечился от беснования, прикоснувшись к телу Елисея.
Постепенно количество братии увеличилось, и монастырь стал лаврой — это ещё одно объяснение названия Лавришево. В начале XIV века (не позже 1329 года) для монастыря было переписано знаменитое Лавришевское Евангелие — выдающийся пример иллюстрированной рукописной книги Средневековья. В XVI веке в монастыре были собственные школа и библиотека, насчитывающая более 300 томов. Также была конюшня, печатный дом, столярная и другие мастерские.
Но пережив два набега татар и несколько войн, братия монастыря постепенно уменьшалась. К началу XIX века в монастыре насчитывалось всего 5 человек. Тогда последним настоятелем был иеромонах Леонтий (Аколов). В 1836 году монастырь закрыли.

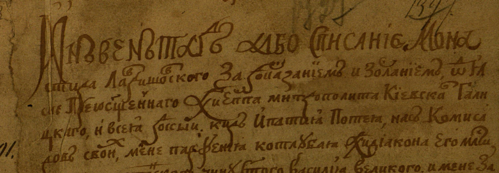
Фрагмент титульного листа Инвентаря Лавришевского монастыря 1601 год.

В начале XX века, по инициативе священномученика Митрофана, началось второе возрождение монастыря. Хоть и был отстроен и освящен храм, монастырь долго не простоял. Во время Первой Мировой войны храм в монастыре сгорел, а остальные постройки были разрушены. Видимо, к этому времени относится предание, согласно которому монастырь стоял на полуострове — его с трёх сторон омывал Нёман.
Третье возрождение обители началось в 1997 году. В 2007 году приход храма вновь оформлен в монастырь. 5 ноября 2009 года на территории монастыря был установлен бронзовый памятник основателю обители преподобному Елисею Лавришевскому.
На месте прежнего расположения монастыря в д. Лавришево ведутся археологические раскопки. В частности, в 2016 году при расчистке подземного сооружения обнаружены 2 неизвестных ранее саркофага.